# C.S. Lee
C.S. Lee, även kallad Charles Seunghee Lee, född 30 december 1971 i Cheongju, är en asiatisk-amerikansk skådespelare, med sydkoreanskt ursprung, känd bland annat för rollen som Vince Masuka i TV-serien Dexter.
Han blev intresserad av film och amerikansk fotboll under tiden i high school. Han fick ett stipendium och tog sin BFA vid Cornish College of Arts. Han fortsatte sin skådespelarutbildning vid Yale School of Drama och fick en MFA-examen. Han tillbringade åtta år i New York City, och arbetade som skådespelare i olika teatergrupper på lokala scener, men gjorde även TV- och filmroller. Han medverkade bland annat i filmerna Stulen lycka och The Stepford Wives samt gjorde gästroller i TV-serier som Spin City, Law & Order och Sopranos.

## Filmografi (i urval)
- 1998–1999 – Spin City (TV-serie)
- 1998–2003 – I lagens namn (TV-serie)
- 1999 – Random Hearts
- 2002 – Guiding Light (TV-serie)
- 2003 – Ed (TV-serie)
- 2004 – The Stepford Wives
- 2004–2006 – Law & Order: Criminal Intent (TV-serie)
- 2006 – Sopranos (TV-serie)
- 2006–2013 – Dexter (TV-serie)
- 2007 – Chuck (TV-serie)
- 2007 – The Unit (TV-serie)
- 2008 – Monk (TV-serie)
- 2013 – Blue Bloods (TV-serie)
- 2014 – Criminal Minds (TV-serie)
- 2015 – Fresh Off the Boat (TV-serie)
- 2015 – True Detective (TV-serie)
- 2016 – Family Guy (TV-serie) (röst)
- 2017 – MacGyver (TV-serie)
- 2017 – Silicon Valley (TV-serie)
- 2018 – Lethal Weapon (TV-serie)
- 2018–2019 – Chicago Med (TV-serie)
- 2024 – Avatar: The Last Airbender (TV-serie)